# Geografía de Guyana
Guyana es un país localizado en la parte noreste de Sudamérica y en parte del Caribe sudamericano, limita al norte con el océano Atlántico, al este con Surinam, al oeste con Venezuela y al sur con Brasil. Con una extensión territorial de aproximadamente 214,970 kilómetros cuadrados. Guyana es un poco más pequeña que Laos y un poco más grande que Bielorrusia. El país está situado entre los paralelos 1 y 9 y entre los meridianos 56 y 62 al oeste. Guyana cuenta con 430 kilómetros de costa atlántica. El territorio nacional comprende tres zonas geográficas principales: el llano costero, la franja de arena blanca y las tierras altas del interior. Aproximadamente las tres cuartas partes del oeste del país son reclamadas por Venezuela, específicamente 159 542 km², lo que representa el 74,21 % del territorio, zona llamada por esta como Guayana Esequiba. Su otro vecino, Surinam, reclama para sí una parte del territorio oriental al sureste del país específicamente unos 15 600 km² denominada Región de Tigri, lo que representa actualmente el 5,26 % del país; actualmente el país sudamericano, tiende a tener tensiones internacionales con Venezuela y Surinam por territorios aún sin delimitar, lo que dificulta a menudo las relaciones diplomáticas.

## Topografía
Geológicamente, el territorio de Guyana se asienta sobre el escudo guyanés, una formación rocosa que data de la Era Paleozoica, cubierta después por el mar donde se depositaron varias rocas sedimentarias, ocasionando que en la actualidad los restos de esta formación sean sólo pequeñas serranías. El territorio de Guyana presenta una pequeña inclinación hacia el mar, y prácticamente todas las tierras superficiales han sido afectadas por la formación de sedimentos de aluvión.
El llano costero, que ocupa cerca del 5% del total del territorio del país, es donde se asienta más del 90% de la población. El llano se extiende con un ancho de cinco a seis kilómetros a lo largo del río Corentín en el este de la frontera con Venezuela al noroeste del país. 
El llano costero es una llanura aluvial que se compone en gran parte por el lodo arrastrado hacia el mar por el río Amazonas, llevado al norte por las corrientes oceánicas, y depositado en las costas guyanesas. Este lodo es un limo de gran fertilidad, que se sobrepone a la arena y arcilla formada por la erosión de la roca inferior y del fango llevado por los ríos de Guyana. Debido a que gran parte del llano costero se inunda por la marea alta, desde el siglo XVI se han realizado esfuerzos por drenar el área y contener la marea.
Guyana no tiene una línea de playa bien definida o playas arenosas. Conforme se aproxima al océano, la tierra pierde elevación hasta que forma diversas áreas pantanosas. La línea de vegetación próxima al mar es una región de fosas pantanosas y bancos de arena. En Nueva Ámsterdam, estas fosas se amplían hasta casi 25 kilómetros. Los bancos de arena y el bajo nivel del agua son un impedimento importante al tráfico marítimo, y los navíos entrantes deben descargar parcialmente fuera de la costa para poder alcanzar los muelles en Georgetown y Nueva Ámsterdam. 
Una franja de pantanos forma una barrera entre las colinas de arena blanca del interior y entre las planicies costeras. Esos pantanos se formaron cuando se evitó que el agua fluyera hacia las planicies mediante una serie de presas, que han servido como depósito en periodo de sequías.
La franja de arena blanca yace al sur de la zona costera. Esta se extiende entre 150 y 250 kilómetros a lo largo y consiste en colinas bajas de arena blanca con salientes rocosas. Las arenas blancas soportan un denso sistema boscoso. Esta zona arenosa no es cultivable y si los árboles son talados el terreno se erosiona rápida y gravemente. Gran parte de las reservas de Guyana de bauxita, oro y diamantes se encuentran en esta región.
Las regiones arboladas más extensas de Guyana se encuentran en las tierras altas. Una serie de mesetas, colinas y sabanas se extienden de la franja de arena a las fronteras meridionales del país. Las montañas Pakaraima dominan la parte oeste de las regiones montañosas del interior. En esta región se encuentran algunas de las más antiguas rocas sedimentarias del hemisferio occidental. El monte Rorima, en la frontera con Venezuela, es parte de la cordillera Pakaraima y, a 2,835 metros sobre el nivel del mar, es el punto más elevado de Guyana. Retirada hacia el sur se localiza la meseta Kaieteur, una área llana y rocosa de aproximadamente 600 metros de elevación. Las montañas Kanuky a más de mil metros de altura y las bajas montañas Acarai, están situadas al sur, en la frontera con Brasil.
Gran parte de las zonas elevadas del interior son praderas. La extensión más grande de praderas en toda Guyana es la sabana Rupunini, que abarca cerca de 15.000 kilómetros cuadrados al sur de Guyana. Esta sabana, además, se extiende a lo lejos en el interior de Venezuela y Brasil. Las partes norte y sur de Guyana se encuentran separadas por las montañas Kanuku. Las hierbas ralas de la sabana sólo son aprovechables para pastoreo, sin embargo, grupos indígenas cultivan algunas áreas a lo largo del río Rupununi y en las faldas de las montañas Kanuku.

## Hidrología

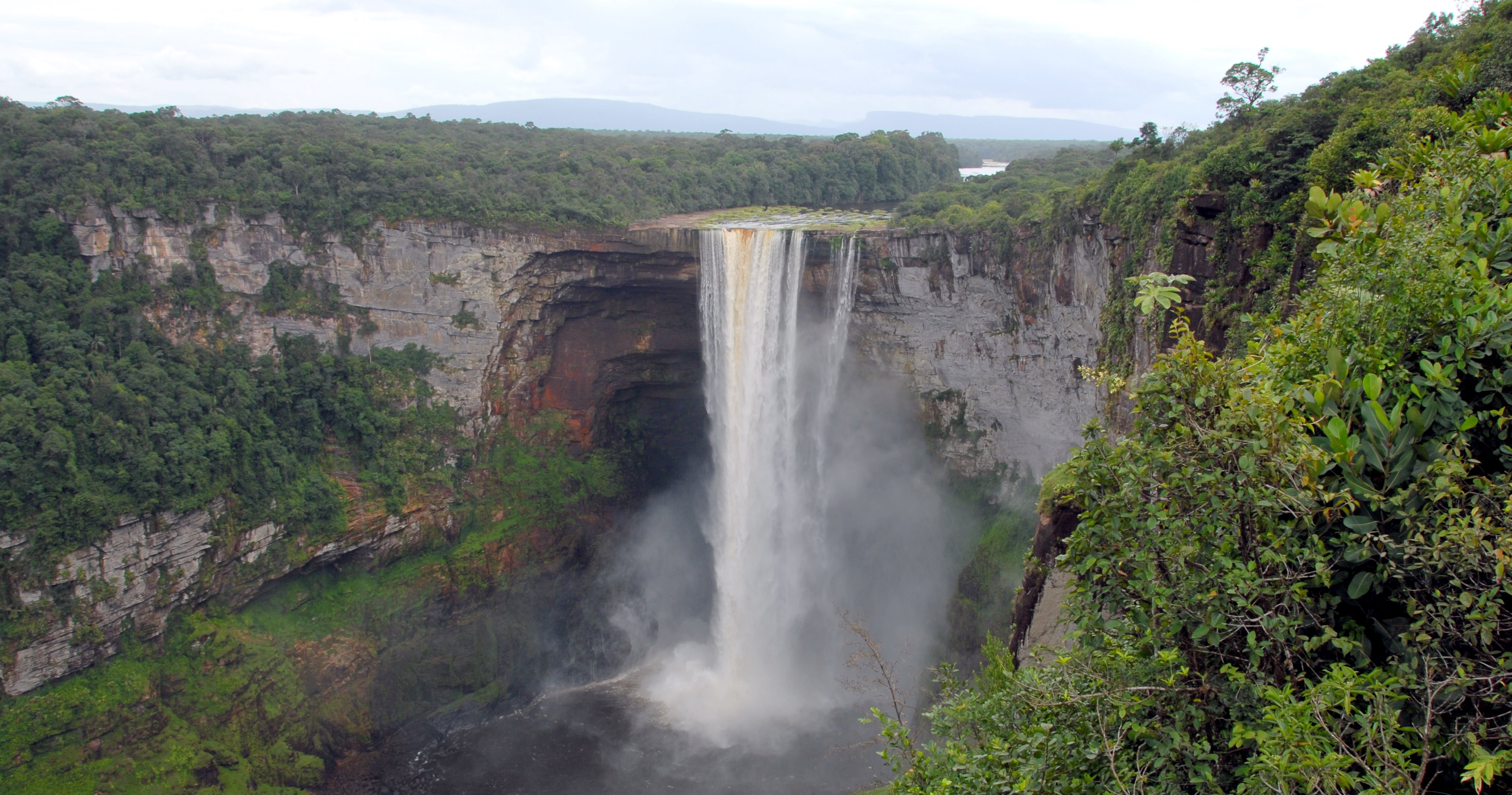
Cataratas Kaieteur

Guyana es un país con gran riqueza hidrológica. Numerosos ríos fluyen al océano Atlántico, generalmente en dirección hacia el norte. Cierto número de ríos al poniente del país, sin embargo, fluyen en dirección al éste dentro de la cuenca del río Esequibo desembocando en la meseta Kaieteur. El río Esequibo es el más importante del país, el cual corre de la frontera con Brasil, en el sur, a lo largo del delta occidental de Georgetown. Los ríos al este de Guyana cruzan la zona costera, haciendo difícil la travesía de la región este a la región oeste del país, no obstante permiten un acceso limitado hacia el interior. Algunas de las caídas de agua son espectaculares, por ejemplo, las cataratas Kaieteur en el río Potaro, a 226 metros de altura, que es más de cuatro veces la altura de las cataratas del Niágara.
En la mayor parte de Guyana el drenaje natural es pobre y la corriente de los ríos es casi inactiva, debido a que el gradiente medio de los mayores ríos es solamente un metro por cada cinco kilómetros. Pantanos y áreas de inundación periódica se encuentran en todas las regiones, salvo las montañosas, por lo que todas las tierras requieren una extensa red de drenajes antes de ser aptas para el uso agrícola. Por ejemplo, las plantaciones de azúcar, tienen en promedio, en kilómetros cuadrados, seis de canales de irrigación, setenta kilómetros de drenajes largos, y ochenta de drenajes cortos. Esos canales ocupan en promedio cerca de una novena parte de las plantaciones. Algunas de las propiedades agrícolas más extensas tienen más de 550 kilómetros de canales; Guyana en total tiene más de 8,000 kilómetros. Incluso Georgetown que se encuentra debajo del nivel del mar, depende en gran medida de diques para protegerse del río Demerara y del océano Atlántico

## Clima

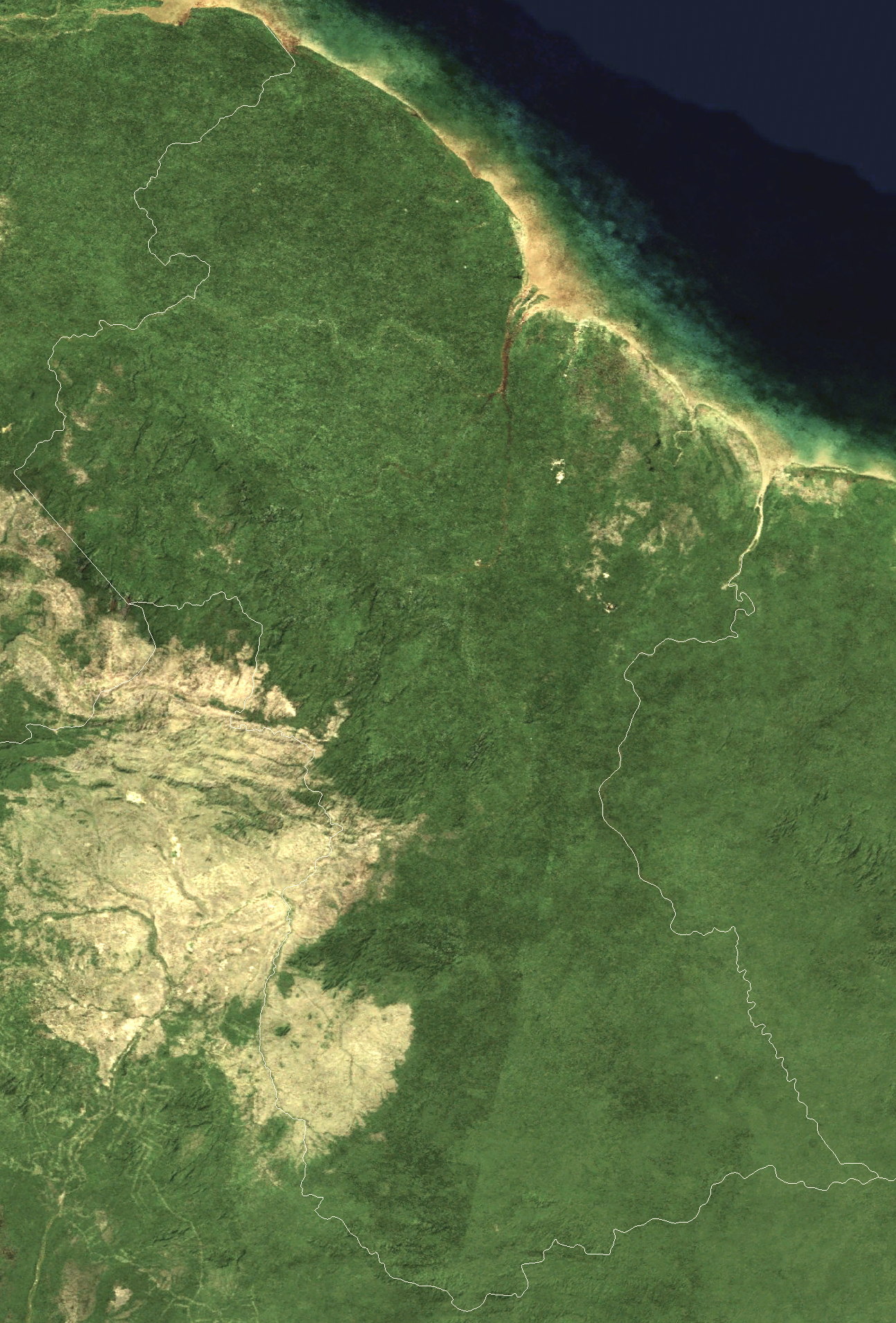
Vista satelital de Guyana.

Encontrándose en la línea del ecuador, Guyana tiene un clima tropical y temperaturas que no varían mucho alrededor del año. El año tiene, en general, dos estaciones de lluvia, de diciembre a principios de febrero y de finales de abril a mediados de agosto.
Sin embargo, la temperatura nunca es peligrosamente alta, la combinación de calor y humedad puede parecer ocasionalmente insoportable. La región entera está bajo la influencia de las corrientes ventosas del noreste, y durante el mediodía y la tarde, las brisas del mar brindan frescura a la costa. Guyana se encuentra al sur de las trayectorias de los huracanes del Caribe y no se ha sabido que alguno haya golpeado al país.
La temperatura en Georgetown es siempre constante, con un promedio de temperatura que va, de la más alta de 32 °C y de la más baja de 24 °C en el mes de julio que es el más caluroso, y con un promedio de 29 °C a 23 °C en febrero, que es el más frío. La temperatura más alta registrada en la capital fue de 37,2 °C y la más baja de 16,6 °C. El promedio de humedad es del 70% en todo el año. Lugares al interior, lejos de la influencia reguladora del océano, registran variaciones levemente más amplias a lo largo del día, y se han registrado temperaturas de 12 °C en la noche. La humedad en el interior del país es un poco más baja, con un promedio del 60%.
Las precipitaciones son más fuertes en el noreste y más ligeras en el sureste e interior. El promedio de lluvia en la costa cercana a Venezuela es de 250 centímetros cúbicos, en Nueva Ámsterdam, la región más oriental, es de 200cm³ y en la parte más meridional, la Sabana Rupununi, el promedio de lluvia es de 150cm³. Áreas al noreste de las montañas que captan las corrientes de aire, tienen un promedio de 350cm³ de precipitación anual. Aunque a lo largo del año se presenten lluvias, cerca del 50% del total en el año llegan en la estación de lluvias de verano, que se extiende de mayo a finales de julio a lo largo de la costa, y de abril hasta septiembre en lo más alejado de las tierras interiores. Las zonas costeras tienen una segunda temporada de lluvias de noviembre hasta enero. Las lluvias generalmente caen mediante fuertes chaparrones por la tarde o tormentas eléctricas. Los días nubosos son raros; la mayoría de los días gozan de cuatro a ocho horas de sol desde la mañana hasta en la tarde.

## Vegetación

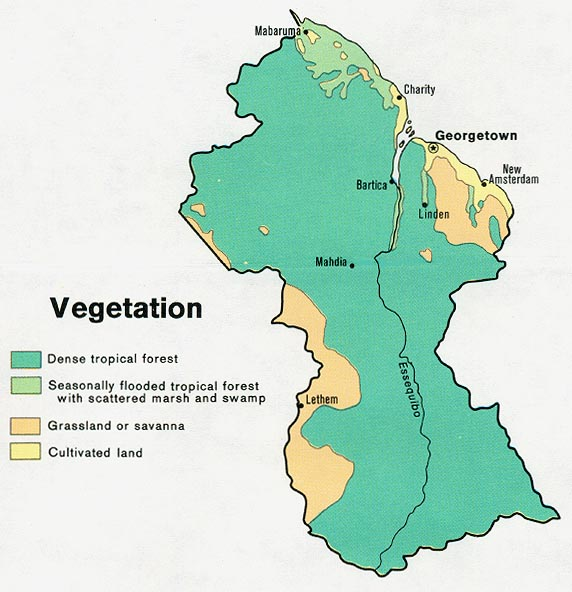
Vegetación de Guyana.

Guyana cuenta con aproximadamente 8.000 especies de plantas, la mitad de ellas endémicas.
El litoral de Guyana se encuentra ocupado por diversas variedades de mangle, que permiten proteger a los cultivos de la erosión. Tanto en la costa como en las sabanas existen pequeñas zonas dispersas de palmas cocoteras y plantas herbáceas. La región más extendida de vegetación es la selva, que cuenta con diversas plantas, como las del género Eperua, así como la mora gigante (Mora excelsa), árboles del género Ocotea, y plantas de la familia manilkara, orquídeas y lianas trepadoras. Todo esto permite que se tenga una gran riqueza de recursos forestales, tanto para la extracción de goma, como para la ebanistería, así como para la obtención de diversos frutos tropicales. Los seres humanos han introducido el cultivo del maíz, la caña de azúcar, la yuca y diversas clases de pimientos.

## Fauna
En Guyana se encuentra una gran diversidad de fauna mamífera, la más grande en relación con su extensión territorial, en total se conocen 1.168 especies de vertebrados en el país.
En selvas y zonas pantanosas se encuentran armadillos, capibaras, perezosos, jaguares, tapires y ocelotes, además de diversas especies de monos, venados y osos hormigueros. 
Guyana cuenta con una gran variedad de aves coloridas del trópico entre las que están el tinamou, el gallito de la roca, el pájaro campana, el corocoro y diversas especies de colibríes y guacamayos. En todo el país se pueden encontrar el kiskadí o gorrión de la Guyana, halcones y garzas. En los ríos se pueden encontrar pirañas y caimanes que llegan a ser una plaga en los estuarios, y además, cuenta con una gran diversidad de serpientes tropicales como la boa y anaconda. Los insectos representan un conjunto abundante, siendo característicos hormigas, langostas, termitas, moscas y mosquitos.